# نمایشگاه بین‌المللی طنز و کارتون مطبوعاتی سن-ژوست-لو-مارتل

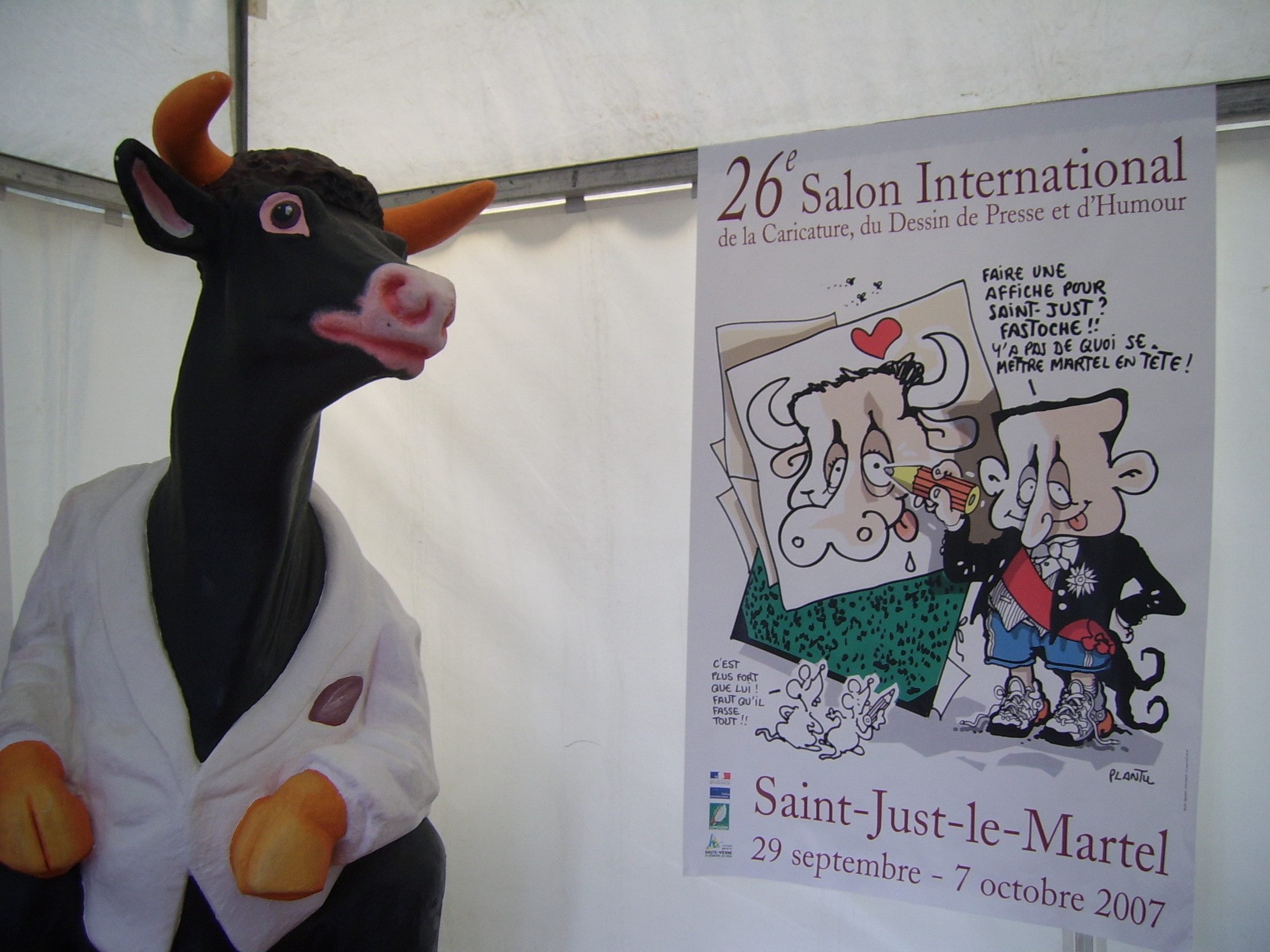
بیست و ششمین دوره در ۲۹ سپتامبر تا ۷ اکتبر ۲۰۰۷ برگزار شد.

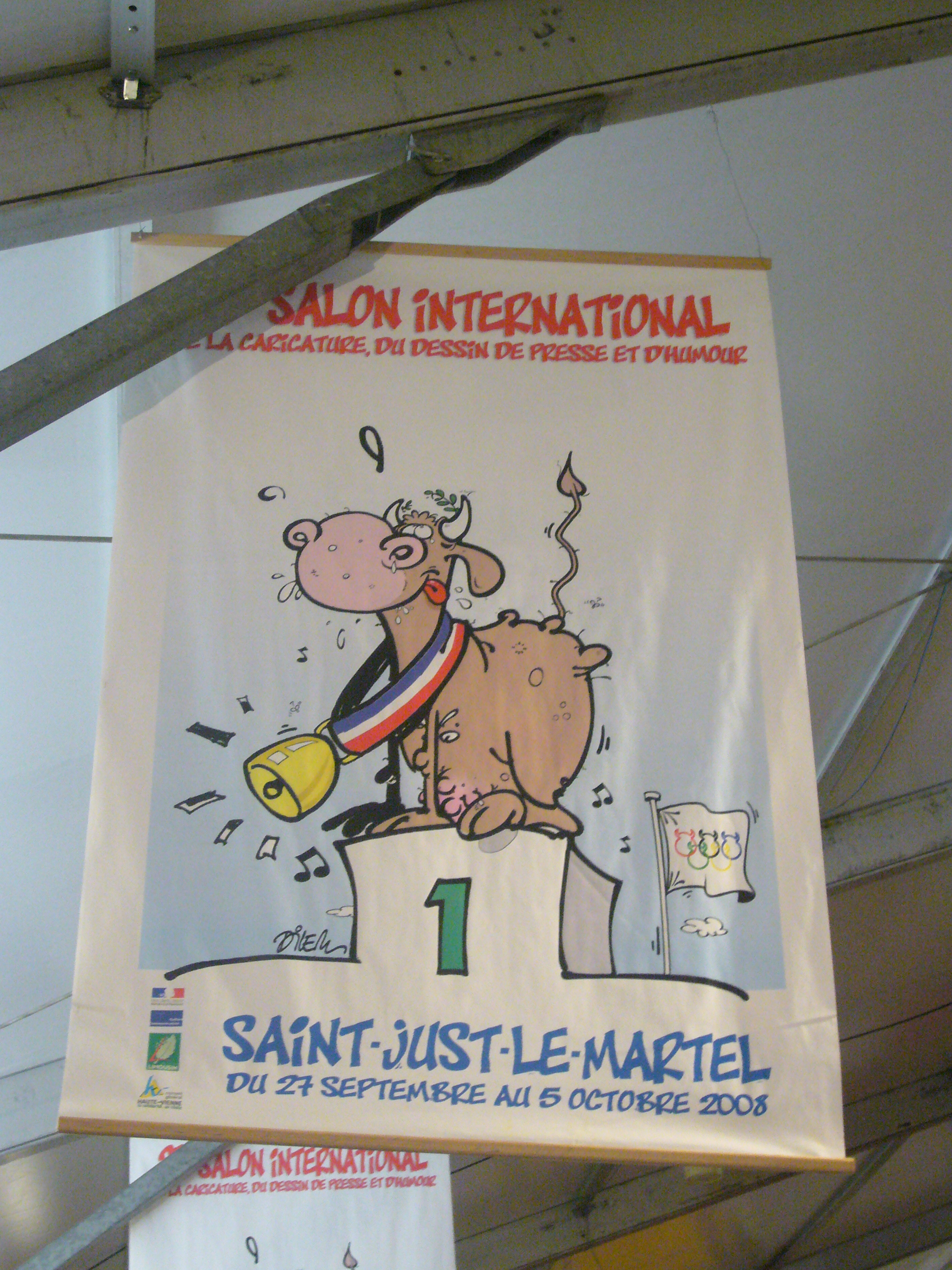
پوستر بیست و هفتمین دوره

نمایشگاه بین‌المللی طنز و کارتون مطبوعاتی سن-ژوست-لو-مارتل (به فرانسوی: Salon international de la Caricature, du Dessin de presse et d'humour) هر ساله در شهر سن-ژوست-لو-مارتل فرانسه برپا می‌شود. اولین دورۀ این نمایشگاه از ۱ الی ۱۰ اکتبر ۱۹۸۲ برگزار شد.

## تاریخچه جوایز

### جایزه بزرگ طنز
- ۱۹۹۳: Roland Sabatier
- ۱۹۹۴: Marol
- ۱۹۹۵: Gibo
- ۱۹۹۶: Pierre Elie Ferrier
- ۱۹۹۷: Nicolas Vial
- ۱۹۹۸: Nathalie Gabaudan و Fabrice Wateau
- ۱۹۹۹: Ivan Sigg
- ۲۰۰۰: Véronique Deiss و Fernando Puig Rosado
- ۲۰۰۱: Christophe Besse
- ۲۰۰۲: Bernadette Després
- ۲۰۰۳: Gilles Rapaport
- ۲۰۰۴: Delambre
- ۲۰۰۵: Francesca Protopapa و Marco Conti Sikic
- ۲۰۰۶: Bruno Heitz
- ۲۰۰۷: Pierre Potus
- ۲۰۰۸: Claude Turier

### جایزه استعدادهای جوان
- ۲۰۰۵: MRIC
- ۲۰۰۶: Pat Lentin

### جایزه بزرگ طنز گاو
- ۱۹۸۷: Loup
- ۱۹۸۸: Sole
- ۱۹۸۹: Michel Iturria
- ۱۹۹۰: Kaci
- ۱۹۹۱: Roman و Scaber
- ۱۹۹۲: Tignous
- ۱۹۹۳: Trez و Laville
- ۱۹۹۴: Françoise Ménager
- ۱۹۹۵: جایزۀ جمعی به دست‌اندرکاران روزنامۀ Canard Enchaîné
- ۱۹۹۶: Bernhard Willem Holtrop
- ۱۹۹۷: Roland Hours
- ۱۹۹۸: Tignous برای بار دوم
- ۱۹۹۹: Philippe Soulas
- ۲۰۰۰: Georges Wolinski
- ۲۰۰۱: Wiaz
- ۲۰۰۲: René Pétillon
- ۲۰۰۳: Roger Blachon
- ۲۰۰۴: Brito
- ۲۰۰۵: Chenez
- ۲۰۰۶: Plantu
- ۲۰۰۷: Dilem

### جایزه بازدیدکنندگان
- ۲۰۰۵: Philippe Mougey
- ۲۰۰۷: Rousso

### جایزه وفاداری
- ۲۰۰۵: Alain Grandrémy، دبیر کل پیشین روزنامۀ Canard Enchaîné

### جایزه ویژه
- ۲۰۰۷: Jepida

### جایزه طبیعت و پرخوری
- ۲۰۰۷: Michel Granger